# فرخ‌زاد (نقده)
فرخ‌زاد (نقده)، روستایی از توابع بخش محمدیار شهرستان نقده در استان آذربایجان غربی ایران است. جمعیت فرخ زاد ۱۰٬۷۷نفر است. گل این روستا از مرغوبترین گل‌ها برای سفالگری می‌باشد.این روستا دارای یک مرکز بهداشت و یک مسجد اصلی و عدد حسینیه می باشد. قبلا آب این روستا جز مرغوب ترین آب های منطقه بشمار می رفت ولی متاسفانه چند دهه پیش به دلیل وصل کردن منبع آب این روستا به روستا های اطراف آب آن کیفیت قبل را ندارد. در مرکز روستا چند وسیله ی بازی برای کودکان وجود دارد ولی به دلیل عدم توجه مردم و دهیاری روستا بیشتر وسایل آن خراب شده اند. چندی پیش تلاشی برای پاکسازی جوب خیابان های این روستا صورت گرفت ولی به دلیل کامل نشدن پروژه دوباره آب های خیابان های این روستا به رنگ سبز در آمده و بسیار مضر و خطرناک برای مردم این روستا می باشد. متاسفانه به دلیل عدم رعایت بهداشت توسط برخی از مردم این روستا و عدم آموزش مناسب به برخی کودکان این منطقه زباله های رها شده در جوب ها و خیابان ها در آلوده شدن جوب هایاین منطقه تاثیر بسیار زیادی دارد. در این روستا یک مدرسه ی ابتدایی مختص کودکان این روستا وجود دارد که هم دختران و هم پسران در این مدرسه درحال تحصیل می باشند. این روستا یک مدرسه هم مخصوصا دانش آموزان متوسطه ی اول نیز دارد که دختران در آن در حال تحصیل می باشند و دختران روستای مجاور نیز در این مدرسه درحال تحصیل می باشند. مغازه های هم مانند مغازه ی تعاونی روستا که شامل لباس و ... و چندین سوپر مارکت و دو عدد آرایشگاه زنانه و یک عدد آرایشگاه مردانه و قهوه خانه ای کوچک برای مردان این روستا نیز موجود می باشد. در ماه محرم شما می توانید شاهد یکی از زیباترین مراسم عزاداری ها برای ماه محرم در این روستا باشید. اگر می خواهید شاهد یک مراسم عذاداری بسیار عالی در شب باشید شب تاسوعا به این روستا سری بزنید و در حیاط مسجد مرکزی این روستا شاهد یک عزاداری بی نظیر باشید. در ابتدای این روستا مغازه ی بستنی فروشی فرخزاد قرار دارد که به دلیل استفاده ار شیر گاومیش برای تولید بستنی در بین مردم مناطق اطراف طرفدار زیادی دارد. در اطراف این روستا باغ های بسیار زیبایی وجود دارد که ارزش بسیاری نیز دارند. دو راه برای رسیدن به قبرستان این روستا وجود دارد که یکی از آنها از کنار باغ ها و جوی آب کوچکی می گذرد و یکی از زیباترین مناظر این منطقه را به خصوص در فصل بهار و تابستان در اختیار شما قرار می دهد. چندین سال است که یک استگاه قطار در فاصله ی بسیار کمی از این روستا ساخته شده که شما می توانید عکس های بسیار زیبایی را در آنجا ثبت کنید.

## جمعیت
این روستا در دهستان المهدی (نقده) قرار دارد و براساس سرشماری مرکز آمار ایران در سال ۱۳۸۵، جمعیت آن ۱٬۰۷۷ نفر (۲۶۴ خانوار) بوده‌است.